# Nupserha nigrolateralis
Nupserha nigrolateralis är en skalbaggsart. Nupserha nigrolateralis ingår i släktet Nupserha och familjen långhorningar.

## Underarter
Arten delas in i följande underarter:
- N. n. nigrolateralis
- N. n. sericeosuturalis